# 0341

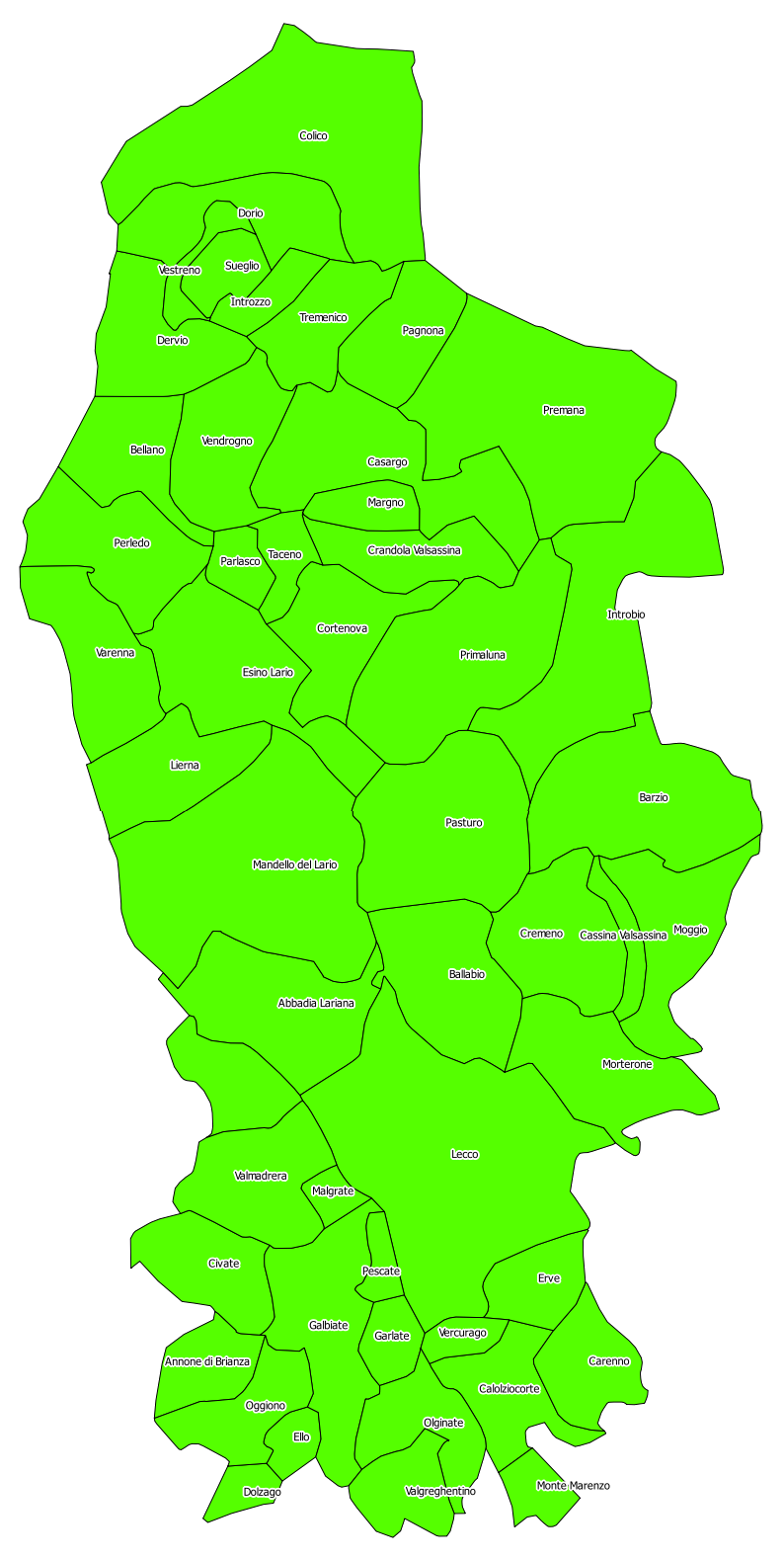
Distretto di Lecco

0341 è il prefisso telefonico del distretto di Lecco, appartenente al compartimento di Milano.
Il distretto comprende la parte settentrionale della provincia di Lecco. Confina con i distretti di Menaggio (0344) a nord-ovest, di Sondrio (0342) a nord-est, di San Pellegrino Terme (0345) a est, di Bergamo (035) a sud-est, di Monza (039) a sud e di Como (031) a ovest.

## Aree locali e comuni
Il distretto di Lecco comprende 50 comuni compresi nelle 4 aree locali di Barzio (ex settori di Barzio e Mandello del Lario), Bellano (ex settori di Bellano e Colico), Calolziocorte e Lecco. I comuni compresi nel distretto sono: Abbadia Lariana, Annone di Brianza, Ballabio, Barzio, Bellano, Calolziocorte, Carenno, Casargo, Cassina Valsassina, Civate, Colico, Cortenova, Crandola Valsassina, Cremeno, Dervio, Dolzago, Dorio, Ello, Erve, Esino Lario, Galbiate, Garlate, Introbio, Introzzo, Lecco, Lierna, Malgrate, Mandello del Lario, Margno, Moggio, Monte Marenzo, Morterone, Oggiono, Olginate, Pagnona, Parlasco, Pasturo, Perledo, Pescate, Premana, Primaluna, Sueglio, Taceno, Tremenico, Valgreghentino, Valmadrera, Varenna, Vendrogno, Vercurago e Vestreno.